# Martina Crispo
Martina Crispo Benedetto es una médica veterinaria e Cientifica uruguaya. Desde 2006 es responsable de la Unidad de Biotecnología de Animales de Laboratorio (UBAL) del Institut Pasteur de Montevideo (IP). Por su trabajo en la Unidad recibió el Premio de la Academia Nacional de Veterinaria de Uruguay en 2009.
Desde 2022, es miembro extranjero de la Academia Veterinaria de Francia, siendo la primera mujer sudamericana y la primera persona uruguaya en integrar esa institución.

## Trayectoria

### Estudios
Obtuvo el título de Doctora en Medicina y Tecnología Veterinaria por la Facultad de Veterinaria de la Universidad de la República en 1999. Posteriormente se especializó en biotecnologías de la reproducción en Japón y en tecnologías de transgénesis animal en Francia. En 2012 obtuvo el título de Doctora en Ciencias Médicas por la Facultad de Medicina de la Udelar en el programa PROINBIO.

### Áreas de investigación
Desde 2006 lidera un equipo de investigadores y técnicos que está enfocado en la generación de animales genéticamente modificados y biotecnologías de la reproducción, en particular la fertilización in vitro y la criopreservación de embriones y esperma en la UBAL del IP de Montevideo. Entre otros proyectos científicos, Crispo llevó adelante el desarrollo de los primeros ratones genéticamente modificados mediante transgénesis y el uso de células madre embrionarias en Uruguay.
A fines de 2013 incorporó en el país la herramienta para la edición genómica denominada CRISPR, generando modelos animales para estudios en el área del cáncer, enfermedades neurodegenerativas, reproductivas y metabólicas. Según Crispo, “a la fecha hemos generado mas de 20 modelos de animales con distintos objetivos que están siendo utilizados por nosotros, así como por investigadores de Uruguay y de otras partes del mundo como Argentina, Chile, Estados Unidos y algunos países de Europa. Nuestro laboratorio (...) es uno de los muy pocos laboratorios que manejan estas tecnologías en Sudamérica”.

### Principales publicaciones
Cuenta con numerosas publicaciones científicas de las cuales se destacan: 
- Crispo M, Mulet AP, Tesson L, Barrera N, Cuadro F, et al. (2015) Efficient Generation of Myostatin Knock-Out Sheep Using CRISPR/Cas9 Technology and Microinjection into Zygotes. PLOS ONE 10(8): e0136690. https://doi.org/10.1371/journal.pone.0136690
- Crispo M, Van Maele L, Tabareau J, Cayet D, Errea A, et al. (2013) Transgenic Mouse Model Harboring the Transcriptional Fusion Ccl20-Luciferase as a Novel Reporter of Pro-Inflammatory Response. PLOS ONE 8(11): e78447. https://doi.org/10.1371/journal.pone.0078447
- Crispo, Martina, Schlapp, Geraldine, Cárdenas-Rodríguez, Magdalena, González-Maciel, Dolores, & Rumbo, Martín. (2013). Optimization of transgenesis conditions for the generation of CXCL2-luciferase reporter mice line. Electronic Journal of Biotechnology, 16(6), 14. https://dx.doi.org/10.2225/vol16-issue6-fulltext-3

## Reconocimientos
En 2009, por su trabajo y el de su equipo en la UBAL del Institut Pasteur de Montevideo recibió el Premio de la Academia Nacional de Veterinaria de Uruguay. En 2017, la Academia también premió el artículo "Efficient Generation of Myostatin Knock-Out Sheep Using CRISPR/Cas9 Technology and Microinjection into Zygotes" debido a que su "(..) impacto es muy alto para el medio veterinario, los métodos utilizados son novedosos y muy complejos y el resto de la presentación es excelente en forma y fondo".
En 2021, Xavier Montagutelli, responsable del Laboratorio de Genética Murina del Institut Pasteur de París y miembro titular, propuso a Crispo como candidata para integrar la Academia Veterinaria de Francia como miembro correspondiente (categoría para quienes ejercen fuera de Francia y no son franceses). A principios de 2022, Crispo ingresó luego de un proceso de selección confidencial de meses.